# Shanghai ATP Masters 1000 2015
Shanghai Rolex Masters 2015 года — профессиональный теннисный турнир, в 7-й раз проводившийся в Шанхае, Китай на открытых кортах с покрытием типа хард. Турнир имеет категорию ATP 1000.
Соревнования были проведены с 11 по 18 октября 2015 года.
Прошлогодними чемпионами являются:
- Одиночный турнир —  Роджер Федерер
- Парный турнир —  Боб Брайан /  Майк Брайан

## Общая информация
Одиночный турнир собрал всех лидеров мирового тенниса. Все 16 номеров посева соответствовали рангу теннисиста в мировом рейтинге. Возглавил этот список лидер мировой классификации Новак Джокович. Его главным конкурентом был прошлогодний чемпион Роджер Федерер (№ 2 в мире). Но швейцарец неожиданно проиграл во втором раунде испанцу Альберту Рамосу, который попал на турнир через квалификационный отбор. С другим претендентом на победу и двукратным победителем турнира в Шанхае Энди Марреем (№ 3 в мире) Джокович встретился в полуфинале и обыграл его в двух сетах. С нижней части сетки в решающий матч пробился Жо-Вильфрид Тсонга (№ 16 в мире), который в полуфинале смог выиграть у Рафаэля Надаля (№ 8 в мире на тот момент). Представитель Франции Тсонга не смог оказать должного сопротивления первой ракетке мира и Джокович, таким образом, в третий раз в карьере выиграл турнир в Шанхае (до этого в 2012 и 2013 годах). В основном турнире принял участие один представитель России — Андрей Кузнецов, который выбыл уже в первом раунде.
В парном турнире первые номера посева и прошлогодние чемпионы Боб и Майк Брайаны проиграли уже в первом для себя матче на стадии второго раунда. Главный приз же забрали шестые номера посева Равен Класен и Марсело Мело. В финале они обыграли итальянский дуэт Симоне Болелли и Фабио Фоньини, который был посеян под пятым номером. Мело во второй раз выиграл турнир в Шанхае (до этого в 2013 году в дуэте с Иваном Додигом).

## Соревнования

### Одиночный турнир
Новак Джокович обыграл  Жо-Вильфрида Тсонга со счётом 6-2, 6-4.
- Джокович выигрывает 9-й одиночный титул в сезоне и 57-й за карьеру в основном туре ассоциации.
- Тсонга сыграл 2-й одиночный финал в сезоне и 22-й за карьеру в основном туре ассоциации.

### Парный турнир
Равен Класен /  Марсело Мело обыграли  Симоне Болелли /  Фабио Фоньини со счётом 6-3, 6-3.
- Класен выигрывает 4-й парный титул в сезоне и 9-й за карьеру в основном туре ассоциации.
- Мело выигрывает 4-й парный титул в сезоне и 17-й за карьеру в основном туре ассоциации.